# Henry Gassaway Davis
Pour les articles homonymes, voir Davis.
Henry Gassaway Davis (né à Woodstock, dans le Maryland, le 16 novembre 1823 - mort à Washington le 11 mars 1916) est un homme d'affaires et un homme politique américain, membre du Parti démocrate.

## Biographie
Descendant du colonel Nicholas Gassaway (en) et frère de Thomas Beall Davis, Davis travaille tout d'abord comme fermier puis comme cheminot avant de s'enrichir en investissant dans les mines de charbon et les chemins de fer.
Élu membre du Sénat de Virginie-Occidentale en 1869, il est élu au Sénat des États-Unis deux ans plus tard. Il siège au Congrès jusqu'en 1883.
Il se retire ensuite à Elkins pour s'occuper de ses affaires commerciales et industrielles.

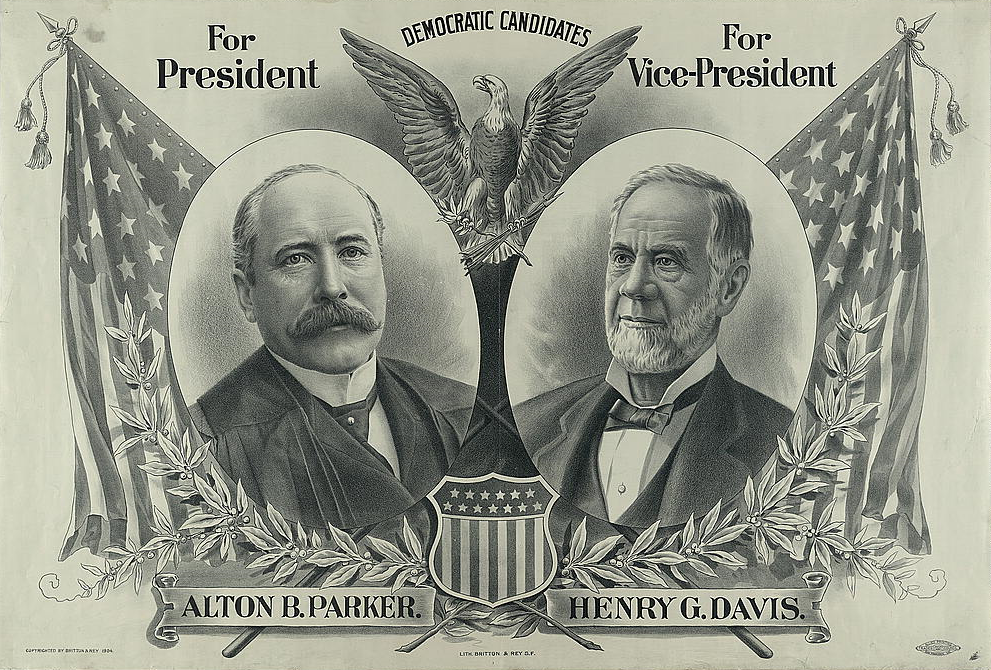
Affiche de campagne d'Alton Parker et de Davis pour l'élection présidentielle de 1904.

Dans la perspective de l'élection présidentielle de 1904, le Parti démocrate choisit Davis, alors âgé de 80 ans, comme candidat à la vice-présidence sur le "ticket" mené par Alton Parker.

## Sources
- (en) Cet article est partiellement ou en totalité issu de l’article de Wikipédia en anglais intitulé « Henry G. Davis » (voir la liste des auteurs).